# Ernest Vilgrain
Ernest Vilgrain, né le 20 octobre 1880 à Frouard et décédé le 16 janvier 1942 à Marlotte, est un industriel minotier qui a été chargé du ravitaillement dans le gouvernement de Georges Clemenceau de 1917 à 1920.

## Biographie
Ernest Vilgrain est fils et petit-fils de minotiers originaires de Metz et installés à Nancy. Il est le fils aîné de Louis Vilgrain (1854-1942), président de la Chambre de commerce de Nancy de 1903 à 1919, président de la chambre syndicale des meuniers de France, qui dirige depuis 1884 les Grands-Moulins de Nancy.  
Son père le destine à être le commerçant de la famille et l'envoie à l'étranger, notamment en Angleterre et en Hongrie, pour acheter des blés. La société familiale, Vilgrain et Cie, est une société en commandite dont Louis et Ernest sont les gérants. Elle est transformée en mai 1913 en société anonyme, la SA des grands moulins Vilgrain, au capital de 6 millions de francs, afin d'accroître ses capitaux pour pouvoir faire construire un grand moulin moderne. Ernest Vilgrain est administrateur-délégué, son père préside le conseil d'administration. Il possède alors 578 actions de mille francs (au titre de ses apports) et ne souscrit que pour 80 000 francs supplémentaires. Il affirme avoir démissionné de ses fonctions d'administrateur des moulins Vilgrain en avril 1917.
Le ministre du commerce le charge d'acheter des blés à l'étranger en 1915. L'année suivante, il est chargé de mettre en place à Londres le wheat executive, un organisme interallié de répartition qui permet d'acheter des blés en commun et d'éviter toute concurrence. Il est ensuite nommé en 1917 directeur du ravitaillement puis directeur des services commerciaux du ravitaillement. Il est sous-secrétaire d'État au ravitaillement, du 17 novembre 1917 au 19 janvier 1920 dans le Gouvernement Georges Clemenceau (2).
Clemenceau met en place un dirigisme d'État, fait adopter une loi le 18 février 1918 qui généralise le rationnement. Une carte d'alimentation est mise en place à Paris puis généralisée à la province en juin 1918. Vilgrain lance en 1919 les « baraques Vilgrain ». Ces magasins, installés de manière assez sommaire dans des baraques conçues par l’intendant militaire Adrian, offraient à partir du 6 mars 1919 aux habitants de Paris et de sa banlieue les produits alimentaires de première nécessité à des prix inférieurs de 20 à 30 % à ceux du commerce, à qualité égale. L’initiative de Vilgrain reçut de la population parisienne l’accueil le plus empressé. Vilgrain intervient aussi de manière plus globale sur le marché et organise notamment un système de transports permettant de diriger les produits sur les centres de consommation rapidement et par trains complets, c’est-à-dire à des tarifs aussi réduits que possible. Ces initiatives hardies contribuèrent à freiner la hausse du coût de la vie au cours de la période critique du retour à l’économie de paix. L'État, pendant la guerre, a eu le monopole du commerce des blés, qu'il conserva  jusqu'en 1921.
Il reprend ensuite son ancien métier de meunier et de négociant en grains : il est administrateur de la Société d'entreprise meunière, de la Coopérative d'approvisionnement, de transport et de crédit, constituée en mai 1920 au capital de 15 millions de francs, qu'il préside, et de la société des Grands moulins de Paris, constituée en avril 1919. Il entre au conseil d'administration de la société foncière de l'Est, constituée en 1920 par son père et ses frères pour gérer leurs anciens moulins. S'il ne siège pas au conseil des grands moulins Vilgrain en 1923, il est administrateur aux côtés de ses frères et d'un beau-frère d'une société constituée en 1924, la société d'exploitation de brevets et d'applications industrielles. De même, avec ses frères Louis et Robert, il siège au conseil d'administration des moulins Hardy-Lebègue (Ardennes). Il administre aussi, aux côtés de son beau-frère Jacques Cordier, la Société parisienne de banque, constituée en 1925.
Alors que la société d'entreprise meunière est dissoute en 1928, Ernest Vilgrain entre à nouveau au conseil d'administration des Grands moulins de Paris en décembre de cette même année, à l'instar de son frère Marcel. Ils sont rejoints par leurs frères Robert, nommé en outre directeur général, et Louis en 1935. Le mandat d'administrateur d'Ernest est renouvelé en 1938. Il est redevenu également administrateur de la Coopérative d'approvisionnement, de transport et de crédit début 1929 ; son mandat a été renouvelé en 1934. Avec ses frères, il contrôle alors un des deux grands groupes de la meunerie française.
Ernest Vilgrain, comme ancien sous-secrétaire d'État, a été mis en cause dans deux affaires après son retrait de la vie publique ; la première porte sur une accusation de trafic d'influence, d'abus de pouvoir, d'enrichissement illicite et de constitution d'un trust de la meunerie, la seconde sur son passé contesté d'ancien combattant en 1914. 

### «Le scandale des blés»(1921-1925)
Un des hommes politiques qui a le premier critiqué la gestion d'Ernest Vilgrain semble avoir été le député catholique Joseph Denais, dans La Libre Parole, en 1918. Il a mis en cause la présence au sous-secrétariat d'hommes liés aux moulins Vilgrain et la distribution trop généreuse de croix de chevalier de la Légion d'honneur. Un article du quotidien nancéien L'Est républicain dresse au contraire un portrait flatteur. 
Le 11 mars 1921, la Chambre des députés consacre une séance à l'interpellation de deux députés, Victor Lesaché et Édouard Barthe, sur la gestion de l'ancien sous-secrétaire d'État au ravitaillement. Le premier, au nom de la défense du monde agricole, dénonce la mise en place par Vilgrain d'un trust de la meunerie. Le second, Barthe, député socialiste de l'Hérault, qui s'est fait une réputation de dénonciateur de scandales, est le plus pugnace et l'accuse de nombreux faits plus ou moins délictueux. Il reprend et accentue les accusations de Joseph Denais, malgré leurs approximations. Il entend démontrer « comment M. Vilgrain, agissant comme sous-secrétaire d'État a pu, abusant de l'autorité de la fonction publique, réaliser des bénéfices considérables et établir des dossiers qui, aujourd'hui, lui permettent d'organiser le trust de la meunerie ». Il cite aussi des rapports parlementaires du député de Nancy Louis Marin, de droite, pour montrer que les services du ravitaillement étaient rétifs aux contrôles. Marin l'appuie, en soulignant que ses rapports ont mis en valeur « les comptes si mal tenus et par conséquent si difficiles à vérifier du ravitaillement » ; il fustige « ces soi-disant compétences si mal recrutées dans les services improvisés du ravitaillement, (et) rebelles (aux contrôles) ». Ces deux députés ont auparavant accusé Vilgrain dans la presse, dans L'Heure en 1919 et dans le quotidien Le Journal notamment, en ce qui concerne Barthe. Vilgrain y répond, s'en plaint au garde des Sceaux dans un courrier adressé aussi à la presse, et accuse un de ses concurrents, Louis Louis-Dreyfus, d'être à l'origine de la campagne contre lui. Le député Pierre Forgeot, ami de Vilgrain et avocat-conseil de ses sociétés, demande le 18 mars à la Chambre la constitution d'une commission d'enquête ; l'affaire Vilgrain est encore abordée à la Chambre ce jour-là. Il demande la levée de l'immunité parlementaire de Barthe pour pouvoir l'attaquer en diffamation, alors que ce dernier maintient ses accusations, mais la Chambre des députés refuse et c'est Vilgrain qui est inculpé, en juin 1921, à la grande joie du quotidien des socialistes. Vilgrain se défend aussi en adressant un mémoire aux parlementaires ; il n'aurait agi qu'avec une « scrupuleuse honnêteté ». 
L'affaire met en lumière les projets financiers et économiques d'Ernest Vilgrain et la constitution de la société d'entreprise meunière. Vilgrain jugeait l'industrie meunière française archaïque, avec un trop grand nombre de moulins désuets. Il voulait doter la France d'une industrie moderne, construire de grands moulins comme il en existe alors aux États-Unis, afin d'augmenter les rendements et de faire baisser les coûts de revient. Il a voulu associer à son projet des sociétés locales, des agriculteurs et des boulangers, actionnaires des deux entreprises qu'il a constituées, et aussi les ouvriers, avec la constitution pour eux d'une coopérative donnant droit à une partie des bénéfices. Il a donc constitué avec son frère Marcel l'entreprise meunière ainsi qu'une coopérative chargée du négoce des blés. L'entreprise meunière a été constituée à la suite de l'achat à Lucien Baumann, par son frère Marcel, le 23 mars 1919 d'un bloc d'actions, pour 15 millions de francs, de la Société des grands moulins réunis, grâce à une avance bancaire de 12 millions. Cette société possédait des moulins au Mans, à Bordeaux, à Angers et prévoyait de construire un grand moulin moderne à Paris. Elle est transformée en 1919 en Société d'entreprise meunière; son capital est porté à 30 millions de francs en octobre 1920, avec la souscription pour 11 millions de francs d'une maison de négoce britannique, Sanday. Ses statuts distinguent habilement deux types d'actions, les actions ordinaires qui donnent droit à 10 voix aux assemblées générales, et les actions de priorité ne donnant droit qu'à une voix, ce qui permet aux Vilgrain et à leurs associés de contrôler l'affaire. Ce consortium fédère 9 sociétés indépendantes, disposant de 13 moulins, parmi lesquels la Meunerie lilloise, constituée en 1920 et dont le conseil d'administration est présidé par Ernest Vilgrain, les moulins Vilgrain de Nancy et les Grands Moulins de Paris (entreprise) qui font construire une grande minoterie industrielle, les Grands Moulins de Paris. Selon Ernest Vilgrain, l'accusation de trust ne tient pas dans la mesure où la Société d'entreprise meunière ne contrôle que 4 % de la production française, et bientôt 10 % lorsque les moulins en construction seront terminés. Quant à la Coopérative d'approvisionnement, de transport et de crédit, elle a été constituée le 20 janvier 1920, un jour après le départ de Vilgrain du gouvernement. Selon Vilgrain, elle a en fait été constituée en avril.
Une information judiciaire est ouverte contre lui par un juge d'instruction, pour un délit prévu par l'article 175 du code pénal, en l'occurrence une infraction à la loi du 6 octobre 1919 interdisant aux fonctionnaires, pendant 5 ans après la cessation de leurs fonctions, de participer à une entreprise privée ayant été sous leur contrôle. Ce qui pose le problème de son statut ambigu : Il était directeur puis ministre à la fonction temporaire en qualité d'expert. Ce qui n'était pas un problème pour Ernest Vilgrain : selon lui, cette loi concerne exclusivement les fonctionnaires de carrière et « ne concerne pas les personnes qui, volontairement ou comme mobilisées, ont prêté leur concours à l'Etat pendant la durée de la guerre. Sinon, il faudrait en conclure que ceux qui ont été appelés pendant cette période à le servir en raison du métier qu'ils exerçaient auparavant, n'ont plus le droit par la suite de reprendre ce métier ». Un autre réquisitoire du parquet vise Louis Vilgrain, Marcel Vilgrain et d'autres minotiers, accusés de spéculation illicite sur les sons. Louis Vilgrain est amené à dévoiler le montant de sa fortune, soit 2 766 000 francs, ce qui correspond à plus de 320 millions d'euros en 2021. 
L'instruction dure plusieurs années. Georges Clemenceau témoigne devant le juge d'instruction ; il est interrogé sur sa connaissance des projets financiers de Vilgrain alors que ce dernier était encore sous-secrétaire d'État. Vilgrain l'aurait prévenu et lui aurait signifié son intention de quitter son poste pour se consacrer à ses affaires mais Clemenceau aurait refusé sa démission. 
Un juge d'instruction clôt les deux affaires par une ordonnance de non-lieu en mars 1925, considérant que les faits sont couverts par une loi d'amnistie.

### L'autre accusation (1921-1922): mutilation volontaire et abandon de poste en 1914
Lors de son interpellation, Barthe a fait allusion au passé militaire de Vilgrain, mobilisé le 2 août 1914 comme lieutenant, et à sa blessure du 22 août 1914, à la suite de laquelle il avait pu quitter le front à l'automne 1914. C'était une « blessure légère à l'intérieur des lignes », une « blessure accidentelle insignifiante », avait déjà jugé une commission parlementaire en 1917, qui reprocha en outre à Vilgrain, alors que plusieurs visites médicales l'ont déclaré inapte en lui ordonnant toutefois de se faire opérer, de ne s'être pas résolu à se faire opérer 30 mois après. On accuse bientôt Vilgrain de s'être lui-même blessé volontairement pour échapper aux combats. Le Journal, notamment, mène une campagne contre lui. Les explications qu'il donna à partir de 1921 apparaissent contradictoires et embrouillées, et elles ont varié. Alors officier d'état-major, chargé d'assurer la liaison avec sa propre automobile entre l'état-major du corps d'armée et la 139e brigade, il avait été envoyé seul en mission à Nancy et il aurait été blessé à la main d'un coup de revolver par un mystérieux individu vêtu de l'uniforme français de territorial dans la forêt de Faulx. Une instruction judiciaire est ouverte sur son attitude en 1914 par le ministre de la guerre, en avril 1921.

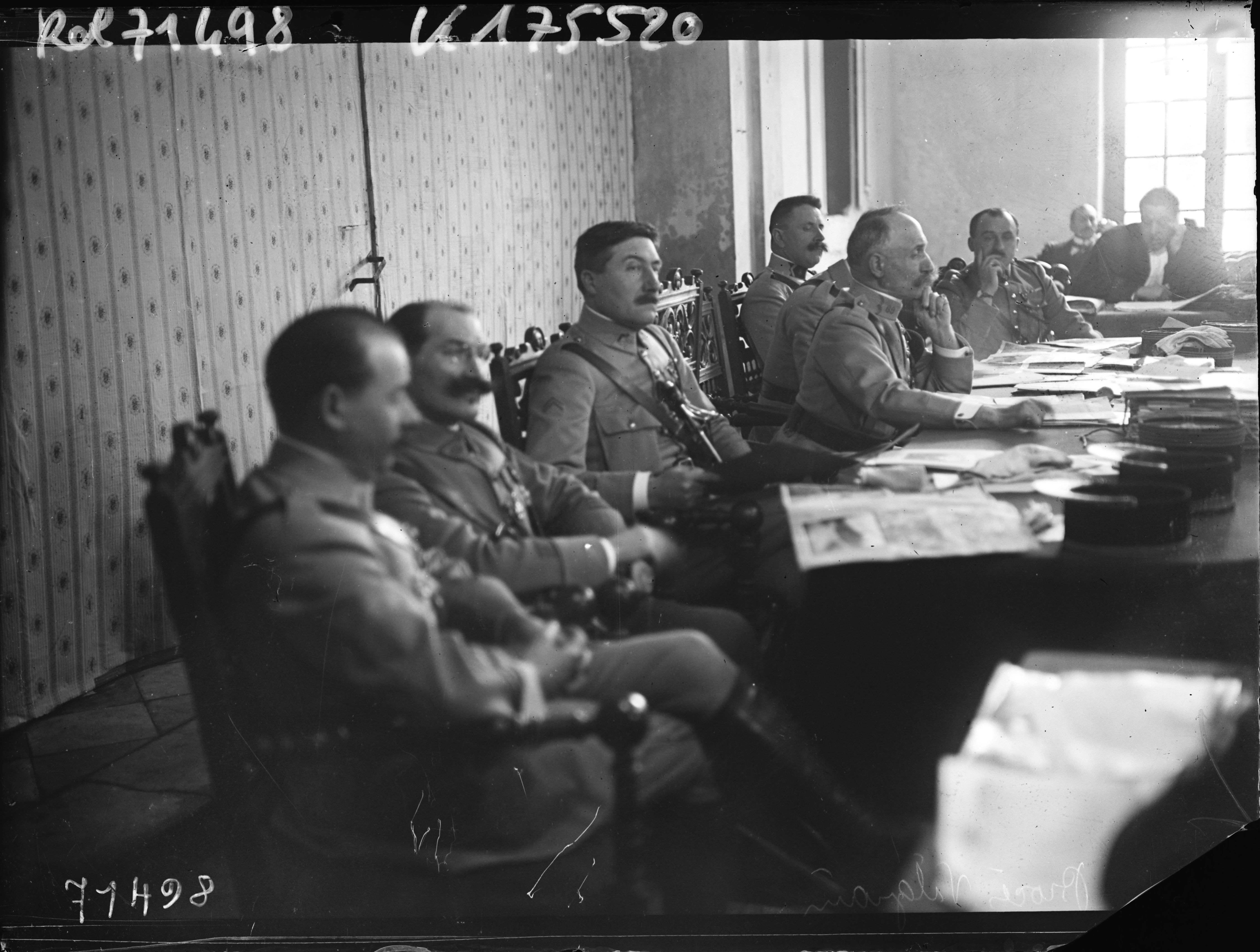
Les juges militaires lors du procès Vilgrain, le 23 janvier 1922-.

Il est arrêté à Nancy le 3 janvier 1922, mis aux arrêts et jugé par un conseil de guerre dans cette même ville, pour abandon de poste en présence de l'ennemi (article 213 du code de justice militaire) ; il risque donc la peine de mort, ce que demande d'ailleurs le commissaire du gouvernement. Au terme du procès assez confus qui dura plusieurs jours et fit la une des journaux, il est acquitté le 26 janvier, par 6 voix contre une. Clemenceau lui a apporté son soutien dans un courrier. Il était défendu par plusieurs avocats, notamment Pierre Forgeot, député, et Anatole de Monzie, sénateur, qui l'ont aussi défendu dans l'autre affaire. Plusieurs numéros de L'Est républicain ont été presque totalement consacrés au procès ; c'est que Louis Vilgrain est vice-président de son conseil d'administration.

## Fratrie

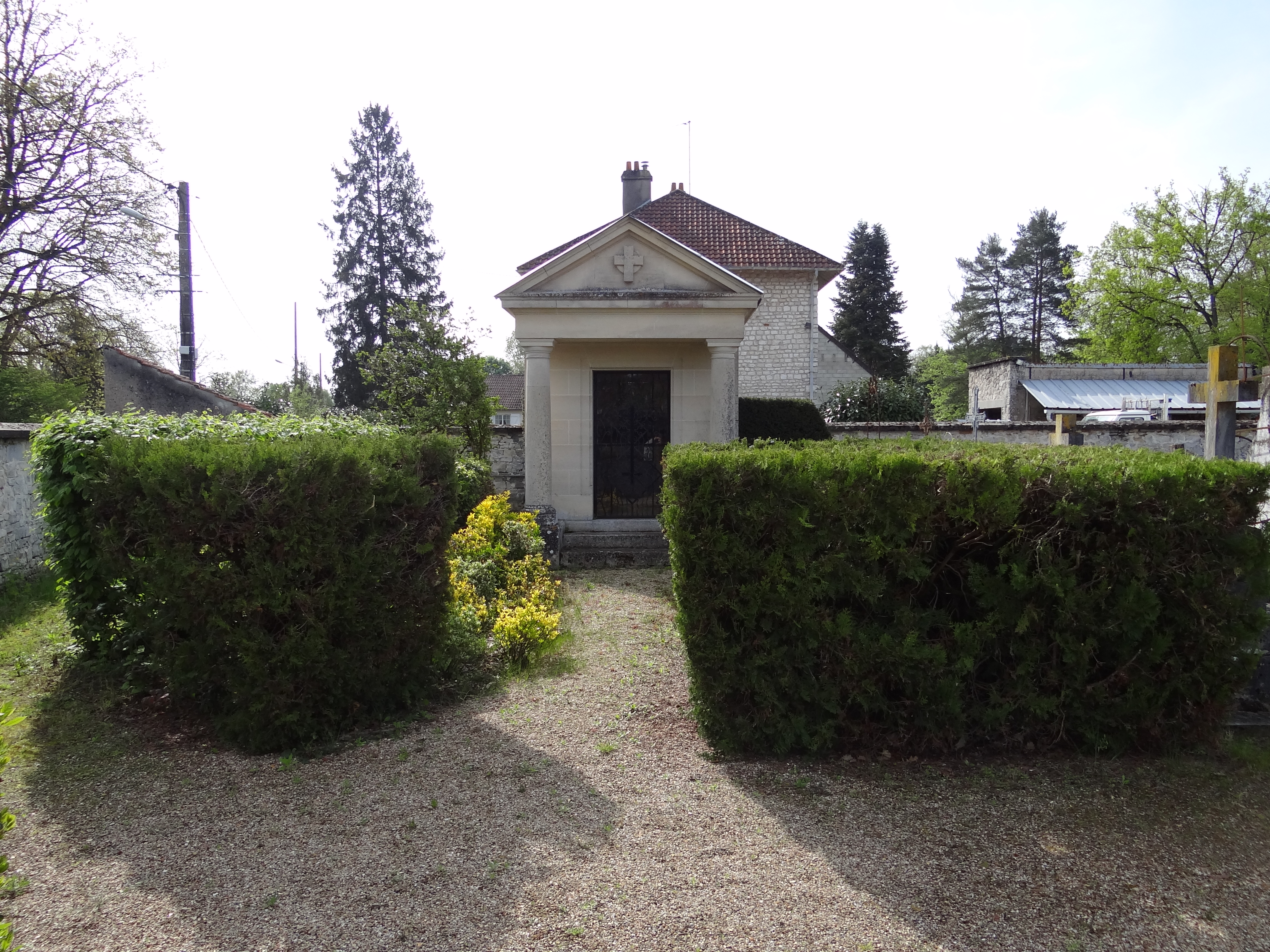
La chapelle de la famille Vilgrain au cimetière de Bourron-Marlotte (Seine-et-Marne).

Ernest Vilgrain est le petit-fils de Jean-Baptiste Vilgrain (1827-1912), issu d’une longue lignée de paysans du pays messin. Ce dernier est entré à 16 ans en 1844 au moulin Bouchotte de Metz. Il suit ses patrons après l'annexion de la Moselle en 1871 lorsque le moulin est installé à Frouard, près de Nancy. Au fil des années il était devenu l’un des quatre gérants de la société en nom collectif « Emile Bouchotte et Cie ». Son nom devient Simon-Bouchotte et Vilgrain en 1892, au capital de 1,2 million de francs. Ses gérants étant Jean-Baptiste Vilgrain (qui possède pour 250 000 francs de parts), son fils Louis Antoine (200 000 francs), chargé de la direction effective de la société, Joseph-Léon Simon (650 000 francs) et son fils Georges Louis Emile Simon (100 000 francs). Les 4 mêmes hommes transforment la société en société en commandite par actions en 1900, au capital de 2,5 millions de francs. Louis Vilgrain et Georges Louis Emile Simon en sont les deux co-gérants. La société possède alors un moulin à Nancy et un autre à Pargny-sur-Saulx (Marne). Ce furent Louis Vilgrain et ses fils qui développèrent l'affaire, avec la constitution de la société Vilgrain et Cie, l'exploitation de plusieurs moulins puis la construction d'un moulin moderne à Nancy, mis en route le 15 mars 1919. 
Ernest Vilgrain a épousé en mai 1906 Louise Parisot (1er novembre 1880 - 1er août 1944), fille d'un général de brigade, du cadre de réserve depuis 1902, Victor Parisot (1840-1922), censeur depuis 1903 du Crédit foncier et agricole d'Algérie, puis du Crédit foncier d'Algérie et de Tunisie. Ce dernier entre alors au conseil d'dministration des moulins Vilgrain, jusqu'à son décès en 1942. Le couple a eu 4 enfants : Jean, né le 24 avril 1907, futur P-DG des Grands moulins de Paris, Marguerite, née le 31 janvier 1908, qui épouse Eugène Wattinne, fils d'un industriel du textile du Nord, Jacques, né le 23 juin 1914, futur DG de la société des grands moulins de Paris et Claude, né le 26 novembre 1920, futur P-DG de la société des moulins de Nogent-sur-Seine.
Ernest Vilgrain a trois frères :
- Marcel (5 juillet 1882 - 7 avril 1942), ingénieur électricien, épouse en 1906 Marguerite Lucie Stoffel, la fille d'un magistrat nancéien, Auguste Stoffel ; ce dernier entre alors au conseil des moulins Vilgrain, jusqu'à son décès en 1940. Il fonda en 1904 et fut le gérant d'une entreprise d'électricité, Marcel Vilgrain et Cie. Cette société a été transformée en société anonyme en 1912, la SA de la station électrique de Millery, dont Ernest Vilgrain est administrateur à cette date[59].C'est lui qui géra l'entreprise familiale durant la Première Guerre mondiale, ses frères étant mobilisés[60]. Il est administrateur-délégué des grands moulins Vilgrain, administrateur des grands  moulins de Paris (1919 et 1928), et plus tard P-DG des grands moulins de Bordeaux (1920), administrateur des moulins Hardy-Lebègue, des Forces électriques lorraines (1920), des grandes brasseries et malteries de Colmar (1924)[61], de la Compagnie générale électrique (1924), de la brasserie de Fort-Carré (1926), de la Chocolaterie de l'Est (1927), des Ets A. Gérard et Bélanger, de Saint-Dié (vice-président de cette société textile, 1928), de Chimie et métaux (président, 1929)[62].
- Robert (6 juillet 1884 - 20 septembre 1960), marié en 1911 à une fille d'un ancien préfet et ancien régent de la Banque de France, Étienne Antoine Joucla-Pelous, est entré aux grands moulins de Nancy en 1901. Il a été successivement directeur adjoint en 1919 puis administrateur-délégué, directeur général et administrateur des grands moulins de Paris en novembre 1935, P-DG de 1940 à 1950, et P-DG de la société des grands moulins Vilgrain. Il administre aussi d'autres entreprises : moulins Hardy-Lebègue (1923), société des anciens Ets Francin (1924), Le Sac (1925), puis plus tard les grandes brasseries et malteries de Colmar, les Ets Gérard-Becuwe, la Société de navigation Le Rhin[63]. Il est titulaire de la croix de guerre 1914-1918 et officier de la Légion d'honneur (1954)[64].
- Jean Marie Louis (27 août 1892- 29 mars 1959) épouse en 1919 Marie Morard, fille de Paul Morard, administrateur-directeur de la SA des hauts-fourneaux de la Chiers et administrateur de la banque Renauld, administrateur des moulins Vilgrain après ce mariage. Il est appelé au conseil d'administration des grands moulins Vilgrain en remplacement du général Parisot en 1923, et désigné co-administrateur-délégué[65]. Administrateur en 1932 de la banque Renauld, de Nancy[66], administrateur en 1937 de la Banque nationale pour le commerce et l'industrie[67], président du syndicat de la meunerie de l'Est de novembre 1936 à février 1942, il succède en 1953 à son frère Robert comme P-DG des grands moulins de Paris et des moulins Vilgrain. Comme Robert, il est titulaire de la croix de guerre 1914-1918 et officier de la Légion d'honneur (1957)[68].